# El Mirador, Villa de Tututepec de Melchor Ocampo
El Mirador är en ort i Mexiko.   Den ligger i kommunen Villa de Tututepec de Melchor Ocampo och delstaten Oaxaca, i den sydöstra delen av landet, 400 km söder om huvudstaden Mexico City. El Mirador ligger 24 meter över havet och antalet invånare är 316.
Terrängen runt El Mirador är kuperad åt nordost, men åt sydväst är den platt. Runt El Mirador är det ganska glesbefolkat, med 24 invånare per kvadratkilometer. Närmaste större samhälle är San Miguel, 18,7 km väster om El Mirador. I omgivningarna runt El Mirador växer huvudsakligen savannskog.